# Andrei Agius
Andrei Agius (ur. 22 sierpnia 1986 w Pietà) – maltański piłkarz występujący na pozycji obrońcy w klubie Hibernians FC oraz w reprezentacji Malty.

## Kariera klubowa
Grę w piłkę nożną rozpoczął w wieku 9 lat w amatorskim klubie FC Santa Luċija z rodzinnej miejscowości Santa Luċija na wschodzie Malty. Od 1999 roku trenował w grupach młodzieżowych Sliema Wanderers, gdzie rozpoczął karierę na poziomie seniorskim. 19 grudnia 2003, w wieku 17 lat, zadebiutował w Maltese Premier League w wygranym 2:0 meczu przeciwko Floriana FC. W sezonie 2003/04 Sliema wywalczyła mistrzostwo kraju, jednak z powodu rozegrania przez niego 2 ligowych spotkań nie figuruje on oficjalnie jako zdobywca tytułu.
W styczniu 2004 roku dołączył do serbskiego FK Zemun, gdzie przez pół roku trenował w zespole U-19. Latem 2004 roku przeniósł się do Atletico Catania, dla którego rozegrał 26 spotkań i zdobył 6 bramek na poziomie Promozione Sicilia. W połowie 2005 roku podpisał kontrakt z występującym w Serie A klubem FC Messina Peloro, gdzie włączono go do drużyny Primavery i przekwalifikowano z defensywnego pomocnika na środkowego obrońcę. W XXXVII kolejce sezonu 2005/06 zasiadł na ławce rezerwowych podczas meczu przeciwko Empoli FC, jednak trener Giampiero Ventura nie desygnował go do gry. W latach 2006–2008 Agius był wypożyczony do grającego w Serie C1 AC Martina (5 spotkań w Pucharze Włoch), a następnie do satelickiego klubu FC Igea Virtus Barcellona. Po powrocie do FC Messina podpisał czteroletnią umowę. Latem 2008 z powodu nieprawidłowości finansowych klub zdegradowano do Serie D, wkrótce po tym zarząd ogłosił jego bankructwo, wskutek czego jego kontrakt unieważniono. Postanowił on dołączyć ponownie do FC Igea Virtus, gdzie spędził sezon 2008/09, łącznie rozgrywając dla tego zespołu 61 meczów w Serie C2.
Latem 2009 roku Agius odszedł do SS Cassino, które zakontraktowało go na zasadzie współwłasności z Salernitana Calcio 1919. W styczniu 2010 roku wypożyczono go do AS Melfi, gdzie po pół roku podpisał dwuletnią umowę. Stąd został on wypożyczony do końca sezonu 2010/11 do zespołu mistrza Malty Birkirkara FC. 30 stycznia 2011 w debiucie przeciwko Vittoriosa Stars FC (1:0) zdobył on swoją pierwszą bramkę w Maltese Premier League. Latem 2011 roku zaliczył pierwszy mecz w europejskich pucharach w przegranym 0:1 spotkaniu z KF Vllaznia w kwalifikacjach Ligi Europy 2011/12. Po odejściu z Birkirkary odbył testy w rumuńskim CS Mioveni, jednak nie zaoferowano mu kontraktu. W sierpniu 2011 roku został zawodnikiem US Latina Calcio. W sezonie 2012/13 wywalczył z tym klubem historyczny awans do Serie B oraz zdobył Coppa Italia Lega Pro. Po zmianie sztabu szkoleniowego przed sezonem 2013/14 zdecydowano się rozwiązać jego umowę. W sierpniu 2013 roku Agius przeniósł się do SEF Torres 1903 (Lega Pro Seconda Divisione) i rozegrał dla tego zespołu 16 ligowych spotkań w których zdobył 1 bramkę. W przerwie zimowej sezonu 2013/14 został wypożyczony na jedną rundę do występującej na tym samym poziomie rozgrywkowym FC Aprilia, gdzie rozegrał 14 spotkań.
Po nieudanych próbach znalezienia klubu we Włoszech we wrześniu 2014 roku został piłkarzem Hibernians FC. Wywalczył mistrzostwo Malty 2014/15 i Superpuchar Malty 2015 po zwycięstwie 2:1 nad Birkirkara FC. Umieszczono go w najlepszej 11 sezonu 2014/15 oraz otrzymał tytuł najlepszego obrońcy rozgrywek. W czerwcu 2015 roku osiągnął wstępne porozumienie z rumuńskim CSMS Jassy i pojawił się na zgrupowaniu klubu w Turcji. Ostatecznie rozmowy zerwano z powodu rozbieżności finansowych obu stron. W sezonie 2016/17 po raz drugi wywalczył z Hibernians FC tytuł mistrzowski. W maju 2019 został ogłoszony przez MFA piłkarzem roku na Malcie.

## Kariera reprezentacyjna
W latach 2002–2007 występował w młodzieżowych reprezentacjach Malty w kategorii U-19 i U-21.
25 lutego 2006 zadebiutował w seniorskiej reprezentacji Malty w przegranym 0:2 towarzyskim meczu przeciwko Mołdawii w Ta’ Qali. W sierpniu 2012 roku zdobył pierwszą bramkę dla drużyny narodowej w wygranym 3:2 meczu z San Marino w Serravalle.

### Bramki w reprezentacji
| LP | Data                 | Miejsce                                 | Przeciwnik  | Bramka | Rezultat | Ranga meczu                       |
| -- | -------------------- | --------------------------------------- | ----------- | ------ | -------- | --------------------------------- |
| 1. | 14 sierpnia 2012     | Stadion Olimpijski, Serravalle          | San Marino  | 2:1    | 3:2      | Mecz towarzyski                   |
| 2. | 5 października 2017  | Ta' Qali Stadium, Ta' Qali              | Litwa       | 1:0    | 1:1      | Eliminacje Mistrzostw Świata 2018 |
| 3. | 29 maja 2018         | Gernot Langes Stadion, Wattens          | Armenia     | 1:1    | 1:1      | Mecz towarzyski                   |
| 4. | 10 września 2018     | Ta' Qali Stadium, Ta' Qali              | Azerbejdżan | 1:0    | 1:1      | Liga Narodów UEFA 2018/19         |
| 5. | 11 października 2018 | Stadion im. Fadila Vokrriego, Prisztina | Kosowo      | 1:1    | 1:3      | Liga Narodów UEFA 2018/19         |

## Życie prywatne
Jego dziadkowie ze strony matki pochodzili z Rosji. Za ich namową otrzymał rosyjskie imię Andrei (ros. Андрей).

## Sukcesy

### Zespołowe
Hibernians FC
- mistrzostwo Malty: 2014/15, 2016/17
- Superpuchar Malty: 2015

US Latina Calcio
- Coppa Italia Lega Pro: 2012/13

### Indywidualne
- najlepszy obrońca Maltese Premier League: 2014/15
- piłkarz roku na Malcie: 2019